# Pneumatopteris costata
Pneumatopteris costata är en kärrbräkenväxtart som först beskrevs av Brackenr., och fick sitt nu gällande namn av Holtt. Pneumatopteris costata ingår i släktet Pneumatopteris och familjen Thelypteridaceae. Utöver nominatformen finns också underarten P. c. hispida.